# Mesochorus sulcifer
Mesochorus sulcifer är en stekelart som beskrevs av Dasch 1974. Mesochorus sulcifer ingår i släktet Mesochorus och familjen brokparasitsteklar. Inga underarter finns listade i Catalogue of Life.